# Sciadotenia acutifolia
Sciadotenia acutifolia är en tvåhjärtbladig växtart som beskrevs av Krukoff och Barneby. Sciadotenia acutifolia ingår i släktet Sciadotenia och familjen Menispermaceae. Inga underarter finns listade i Catalogue of Life.